# Bath (maat)
De bath is een oude Joodse inhoudsmaat voor droge waren, die gelijkstaat aan een tiende van een homer. De bath is vastgesteld op 22 liter, of 22 dm³.